# سی‌شیتسو
سِی‌شیتسو (به ژاپنی: 正室) در زبان ژاپنی به معنای همسر اصلی و قانونی است. این واژه در دوره ادو عنوانی بود که اشاره به همسر اصلی افراد عالی رتبه جامعهٔ ژاپن داشت. امپراتور ژاپن، کوگیو‌ها (درباریان)، شوگون‌ها و دایمیو‌ها (امیران محلی) اغلب چندین زن برای اطمینان از تولد وارث داشتند. سی‌شیتسو از سایر همسران این افراد عالی رتبه که عنوان سوکوشیتسو داشتند، در وضعیت بالاتری قرار داشت.

## در دوره نارا و هی‌آن
قدمت سِی‌شیتسو به سیستم قانون‌گذاری ریتسوریو در دوره نارا و دوره هی‌آن بازمی‌گردد. در آن زمان، همسر اصلی چیکوسای (嫡 妻) نامیده می‌شد. در این زمان اگر یک مرد با زنان متعدد دیگری نیز پس از آن ازدواج می کرد از نظر قانون عنوان سی‌شیتسو تنها به همسر اول مرد تعلق می‌گرفت. پسر ارشد همسر سی‌شیتسو به عنوان وارث قانونی پدر (چاکونان 嫡男) شناخته می‌شد اما بعد از دوره هی‌آن انتخاب وارث از بین فرزندان برعهده پدر گذاشته شد و از نظر قانونی داشتن عنوان سِی‌شیتسو مزایای خود را از دست داد. 

## در دوره ادو
عنوان دادن تنها به یک نفر به عنوان سِی‌شیتسو از دوره ادو و اجرای قوانین بوکه شوهاتو آغاز شد تا قبل از در دوره هی آن یک مرد ممکن بود چندین زن به عنوان سی‌شیتسو داشته باشد. به زنی که پس از مرگ همسر سی‌شیتسو با یک مرد ازدواج می‌کرد، «کِی‌شیتسو» ( 継室 けいしつ) گفته می‌شود. 
امپراتور میجی آخرین امپراتور ژاپن بود که طبق این سیستم قانونی دارای هم همسر اصلی یا سِی‌شیتسو به نام امپراتریس شوکن و هم پنج همسر غیراصلی یا سوکوشیتسو بود.
اختلاف بین فرزندان سی‌شیتسو و سُوکُوشیتسو بر سر جانشینی، یک منشأ همیشگی برای درگیری‌های اغلب مسلحانه در خاندان‌های ژاپنی بود.